# ارنست گیرود
ارنست گیرود (انگلیسی: Ernest Guiraud; ۲۳ ژوئن ۱۸۳۷ – ۶ مهٔ ۱۸۹۲) آهنگساز، طراح رقص، آموزشگر، استاد دانشگاه، نوازنده پیانو، و مربی موسیقی اهل فرانسه بود.
وی همچنین برندهٔ جوایزی همچون لژیون دونور (شوالیه) و جایزه بزرگ رم شده‌است.